# Arzjom Huryn
Arzjom Huryn (belarussisch Арцём Гурын, international nach englischer Umschrift Artsiom Huryn; * 17. Februar 1998) ist ein belarussischer Leichtathlet, der sich auf den Weitsprung spezialisiert hat.

## Karriere
Erste internationale Erfahrungen sammelte Arzjom Huryn im Jahr 2015, als er bei den Jugendweltmeisterschaften in Cali mit 7,29 m in der Qualifikation ausschied. Zwei Jahre später erreichte er bei den U20-Europameisterschaften in Grosseto das Finale und belegte dort mit einer Weite von 7,48 m den zehnten Platz. Zudem startete er auch mit der belarussischen 4-mal-400-Meter-Staffel, gelangte im Vorlauf aber nicht ins Ziel. 2019 nahm er an den U23-Europameisterschaften im schwedischen Gävle teil, wo ihm 7,77 m zum sechsten Rang verhalfen.
2018 und 2019 siegte Huryn mit gesprungenen 7,57 m (Halle) beziehungsweise 7,65 m (Freiluft) bei belarussischen Meisterschaften.

## Persönliche Bestleistungen
- Weitsprung: 7,89 m (+0,5 m/s), 6. Juni 2019 in Minsk
  - Weitsprung (Halle): 7,79 m, 21. Februar 2020 in Mahiljou